# Spacer/Don't Go
Spacer/Don't Go è un singolo della cantante francese Sheila, pubblicato nell'ottobre 1979 come primo estratto dal secondo album in studio King of the World.

## Descrizione
I brani, usciti quando la cantante era membro del gruppo Sheila & B. Devotion, sono stati scritti e composti da Nile Rodgers e Bernard Edwards, due componenti del gruppo musicale statunitense Chic.

## Successo commerciale
Questo disco ebbe un notevole successo sia in Europa che nel resto del mondo, soprattutto negli Stati Uniti.

## Video musicale
Il videoclip del brano sul lato A, Spacer, mostra la cantante con il suo gruppo vestiti d'argento che si esibiscono in concerto con due spade in mano.

## Tracce
Lato A
1. Spacer (Bernard Edwards e Nile Rodgers)

Lato B
1. Don't Go (Bernard Edwards e Nile Rodgers)

## Classifiche
| Classifiche (1979-80)            | Posizione migliore |
| -------------------------------- | ------------------ |
| Belgio (Fiandre)                 | 14                 |
| Germania                         | 9                  |
| Francia                          | 5                  |
| Italia                           | 6                  |
| Paesi Bassi                      | 22                 |
| Regno Unito                      | 18                 |
| Sudafrica                        | 19                 |
| U.S. (Hot Dance Club Play Songs) | 44                 |
| U.S. (Hot Hip Hop/R&B Songs)     | 28                 |

## Altri utilizzi
Un sample del brano Spacer è stato utilizzato nel singolo Crying at the Discoteque degli Alcazar del 2001.